# مارتین باتلر (بازیکن فوتبال، زاده ۱۹۶۶)
مارتین باتلر (انگلیسی: Martin Butler؛ زادهٔ ۳ مارس ۱۹۶۶) بازیکن فوتبال اهل بریتانیا است.
از باشگاه‌هایی که در آن بازی کرده‌است می‌توان به باشگاه فوتبال یورک سیتی، باشگاه فوتبال مکلسفیلد تاون، باشگاه فوتبال اسکانتورپ یونایتد، باشگاه فوتبال نورث فریبی یونایتد، باشگاه فوتبال اکستر سیتی، باشگاه فوتبال کارلایل یونایتد، و باشگاه فوتبال گایزلی اشاره کرد.